# Rajd Costa Smeralda 1983
Rajd Costa Smeralda 1983 (6. Rally Costa Smeralda) – 6 edycja rajdu samochodowego Rajd Costa Smeralda rozgrywanego we Włoszech. Rozgrywany był od 23 do 26 marca 1983 roku. Była to dziesiąta runda Rajdowych Mistrzostw Europy w roku 1983 (rajd miał najwyższy współczynnik - 4).

## Klasyfikacja rajdu
| Miejsce                                        | Kierowca                                       | Pilot                                          | Samochód                                       | Czas                                           | Strata                                         |                                                |
| Klasyfikacja generalna, ERC i mistrzostw Włoch | Klasyfikacja generalna, ERC i mistrzostw Włoch | Klasyfikacja generalna, ERC i mistrzostw Włoch | Klasyfikacja generalna, ERC i mistrzostw Włoch | Klasyfikacja generalna, ERC i mistrzostw Włoch | Klasyfikacja generalna, ERC i mistrzostw Włoch | Klasyfikacja generalna, ERC i mistrzostw Włoch |
| ---------------------------------------------- | ---------------------------------------------- | ---------------------------------------------- | ---------------------------------------------- | ---------------------------------------------- | ---------------------------------------------- | ---------------------------------------------- |
| 1.                                             | Miki Biasion                                   | Tiziano Siviero                                | Lancia 037 Rally                               | 6:47:57                                        | 0.0                                            |                                                |
| 2.                                             | Fabrizio Tabaton                               | Luciano Tedeschini                             | Lancia 037 Rally                               | 6:49:10                                        | +1:13                                          |                                                |
| 3.                                             | Gianfranco Cunico                              | Ergy Bartolich                                 | Lancia 037 Rally                               | 6:50:36                                        | +2:39                                          |                                                |
| 4.                                             | Carlo Capone                                   | Luigi Pirollo                                  | Lancia 037 Rally                               | 6:59:36                                        | +11:39                                         |                                                |
| 5.                                             | Tonino Tognana                                 | Massimo De Antoni                              | Lancia 037 Rally                               | 7:00:39                                        | +12:42                                         |                                                |
| 6.                                             | Michele Cinotto                                | Sergio Cresto                                  | Lancia 037 Rally                               | 7:12:45                                        | +24:48                                         |                                                |
| 7.                                             | Federico Ormezzano                             | Claudio Berro                                  | Alfa Romeo Alfetta GTV6                        | 7:21:14                                        | +33:17                                         |                                                |
| 8.                                             | Bruno Bentivogli                               | Sante Valbonetti                               | Alfa Romeo Alfetta GTV6                        | 7:21:18                                        | +33:21                                         |                                                |
| 9.                                             | Gabriele Noberasco                             | Andrea Ulivi                                   | Alfa Romeo Alfetta GTV6                        | 7:27:38                                        | +39:41                                         |                                                |
| 10.                                            | Paolo Vittadini                                | Patrizia Zini                                  | Ford Escort RS 2000                            | 7:34:38                                        | +46:41                                         |                                                |